# Ibala gonono
Ibala gonono Fitzpatrick, 2009 è un ragno appartenente alla famiglia Gnaphosidae.

## Etimologia
Il nome proprio si riferisce alla località di rinvenimento degli esemplari: Gonono School, località dello Zimbabwe.

## Caratteristiche
Si distingue per la forma dell'estensione posteriore dell'apofisi mediana dei pedipalpi maschili e per la piccola apertura dei dotti copulatori dell'epigino nelle femmine.
Gli esemplari maschili rinvenuti hanno lunghezza totale è di 4,56mm; la lunghezza del cefalotorace è di 2,08mm; e la larghezza è di 1,50mm.
Gli esemplari femminili rinvenuti hanno lunghezza totale è di 5,76mm; la lunghezza del cefalotorace è di 2,50mm; e la larghezza è di 1,83mm.

## Distribuzione
La specie è stata reperita nello Zimbabwe: 4 chilometri a nordest della località di Gonono School, nel distretto di Guruve, appartenente alla Provincia del Mashonaland Centrale.

## Tassonomia
Al 2015 non sono note sottospecie e dal 2009 non sono stati esaminati nuovi esemplari